# Proschim
Proschim, niedersorbisch Prožym, ist ein Ortsteil der Stadt Welzow im Landkreis Spree-Neiße in Brandenburg. Bis zur Eingemeindung am 26. Oktober 2003 war Proschim eine eigenständige Gemeinde, die vom Amt Welzow verwaltet wurde.

## Lage
Proschim liegt in der Niederlausitz unmittelbar an der Grenze zu Sachsen und zählt zum amtlichen Siedlungsgebiet der Sorben/Wenden. Umliegende Ortschaften sind Welzow im Norden, die zur sächsischen Gemeinde Elsterheide gehörenden Ortsteile Bluno im Südosten und Klein Partwitz im Süden sowie die zur Gemeinde Neu-Seeland gehörenden Ortsteile Lieske im Westen und Bahnsdorf im Nordwesten. Zu Proschim gehören die Wohnplätze Karlsfeld (Karlowe Pólo) und Zollhaus (Cłonica).
Durch Proschim verläuft die Landesstraße 522 nach Welzow und Neupetershain sowie die Kreisstraße 7121, durch die der Ort an die etwa fünf Kilometer südwestlich verlaufende Bundesstraße 156 angebunden ist. Nordöstlich von Proschim liegt der Braunkohletagebau Welzow-Süd.

## Geschichte
Der Name des Ortes taucht erstmals im Jahr 1527 in der Bezeichnung „Prosemer heide“ auf. Die erste gesicherte urkundliche Erwähnung des Ortes stammt aus dem Jahr 1551. Die Bedeutung des Namens ist unklar. Zu diesem Zeitpunkt gehörte Proschim zum Sprembergischen Kreis im damals böhmischen Markgraftum Niederlausitz, das 1635 durch den Prager Frieden an das Kurfürstentum Sachsen kam. Des Weiteren war der Ort dem Rittergut Gosda unterstellt. Anfang des 19. Jahrhunderts hatte Proschim 30 Gebäude und 160 Einwohner, von den Haushalten waren neun Bauern, elf Handbauern und zwei Gärtner. Die Einwohner waren mit insgesamt 804 Gulden Schatzung an die Grundherren abgabepflichtig. Das Kurfürstentum wurde 1806 zum Königreich Sachsen erhoben.
Durch die auf dem Wiener Kongress beschlossene Teilung des Königreiches Sachsen kam Proschim im Jahr 1815 an das Königreich Preußen und gehörte dort zum Regierungsbezirk Frankfurt der Provinz Brandenburg. Bei der Gebietsreform im folgenden Jahr wurde der Ort dem Spremberg-Hoyerswerdaer Kreis zugeordnet. Bis 1824 gehörte Proschim zum Rentamt Hoyerswerda, danach wechselte der Ort in das Rentamt Spremberg. 1825 wurde der Spremberg-Hoyerswerdaer Kreis zerteilt und der zur Niederlausitz zählende Teil, zu dem Proschim gehörte, in Kreis Spremberg umbenannt. Laut der Topografisch-statistischen Übersicht des Regierungsbezirks Frankfurt a. d. O. aus dem Jahr 1844 hatte Proschim zu dieser Zeit 283 Einwohner in 43 Wohngebäuden und zwei Windmühlen. Zu Gottesdiensten gingen die Bewohner des Ortes nach Jessen, aufgrund der Lage durften sie jedoch auch die Kirche in Bluno besuchen. In beiden Kirchen wurde damals noch Sorbisch gepredigt. Bis 1864 stieg die Einwohnerzahl auf 351, zum Ort gehörten eine Ziegelei, die Zollschänke (der heutige Wohnplatz Zollhaus) und sechs weitere ausgebaute Gehöfte. Bei der Volkszählung vom 1. Dezember 1871 hatte die Landgemeinde Proschim 383 Einwohner in 67 Haushalten, von den Einwohnern waren 195 Männer und 188 Frauen; 94 Einwohner waren Kinder unter zehn Jahren und alle Einwohner waren evangelisch-lutherischer Konfession. 1874 wurde das Rentamt Spremberg aufgelöst.

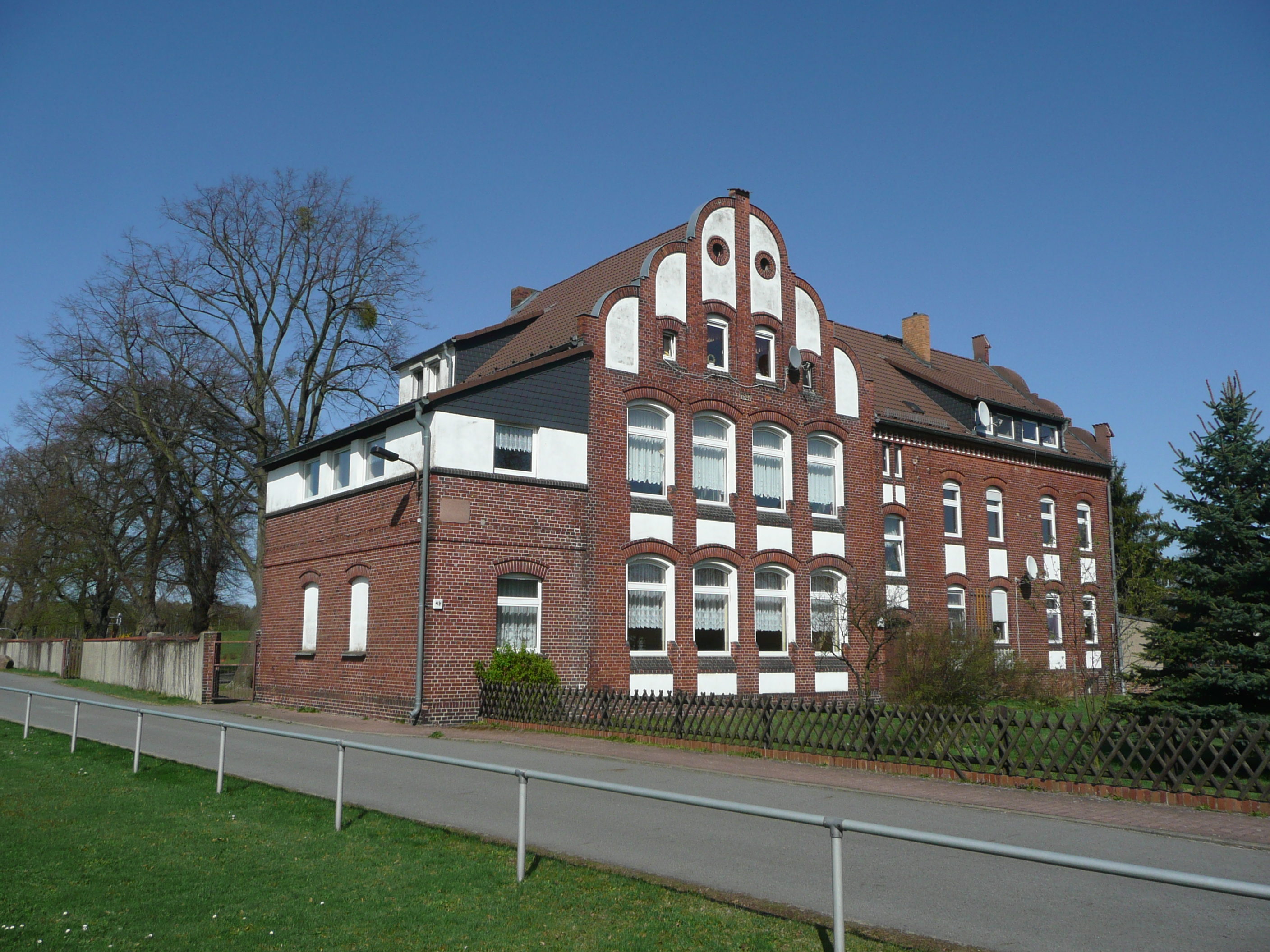
Schule in Proschim

In dem Dorf wurde um 1800 die erste Schule gegründet. Als Arnošt Muka Proschim Anfang der 1880er Jahre besuchte, hatte der Ort 420 Einwohner, von denen 405 Sorben und 15 Deutsche waren. Laut seiner Auskunft war Sorbisch zu dieser Zeit auch noch die Alltagssprache, der Schulunterricht fand in deutscher Sprache statt. 1907 wurde das erste gemeindeeigene Schulgebäude errichtet. In den Jahren 1898 bis 1903 verkauften die ersten Grundstücksbesitzer Land an Braunkohleabbaugesellschaften. Von 1914 bis 1919, mit Unterbrechungen während des Ersten Weltkriegs, wurde die Proschimer Kirche gebaut und 1919 eingeweiht. Schon 1917 begann man auf Flächen des Ortes die erste Braunkohle abzubauen. In den letzten Tagen des Zweiten Weltkriegs wurden durch Gefechte mehrere Häuser von Proschim schwer beschädigt oder zerstört. In den Nachkriegsjahren wurden sie wieder aufgebaut.
Nach Kriegsende gehörte Proschim zur Sowjetischen Besatzungszone. Dort kam die Gemeinde 1947 in das Land Brandenburg, das ab 1949 in der DDR zunächst weiter bestand. Bei der Kreisreform am 25. Juli 1952 wurde Proschim dem neu gebildeten Kreis Spremberg im Bezirk Cottbus zugeschlagen. Im Jahr 1956 sprachen in Proschim von insgesamt 788 Einwohnern nur noch zwei aktiv Sorbisch, ein weiterer verfügte über Sorbischkenntnisse. Nach der Wende lag Proschim im Landkreis Spremberg in Brandenburg. 1992 schloss sich die Gemeinde zur Erledigung ihrer Verwaltungsgeschäfte dem Amt Welzow an. Nach der Kreisreform in Brandenburg am 6. Dezember 1993 wurde die Gemeinde schließlich dem neu gebildeten Landkreis Spree-Neiße zugeordnet. Am 26. Oktober 2003 wurde Proschim nach Welzow eingemeindet. Die Gemeinde legte dagegen Beschwerde beim Verfassungsgericht des Landes Brandenburg ein, diese wurde jedoch teils verworfen und teils zurückgewiesen.
Die Vattenfall GmbH wollte in den Jahren nach 2014 mit einer Wiederaufnahme des Braunkohleabbaus auf den Gemarkungen von Proschim beginnen, was in Folge eine Devastierung des Ortes bedeutet hätte. Das Dorf sollte daher im Rahmen des Tagebau Welzow-Süd umgesiedelt werden. Die im Dorf lebenden Mitarbeiter von Vattenfall waren tendenziell für die Umsiedlung, die örtlichen Landwirte dagegen. Allerdings verzögerte sich die Wiederaufnahme des Braunkohleabbaus. Nach der Landtagswahl in Brandenburg 2019 vereinbarten SPD, CDU und Bündnis 90/Die Grünen in ihrem Koalitionsvertrag, dass es „keine neuen Tagebaue, keine Tagebauerweiterung und keine Umsiedlung von Dörfern“ mehr geben wird (S. 65). Am 19. November 2019 wurde der Vertrag von den Vertretern der beteiligten Parteien unterschrieben. Im August 2020 wurde bekannt, dass auch der Braunkohlenplan des Landes Brandenburg entsprechend abgeändert werden soll.
Am 13. Januar 2021 legte der Tagebaubetreiber LEAG ein überarbeitetes Revierkonzept vor, nach dem Proschim nicht abgebaggert werden wird.

## Sehenswürdigkeiten

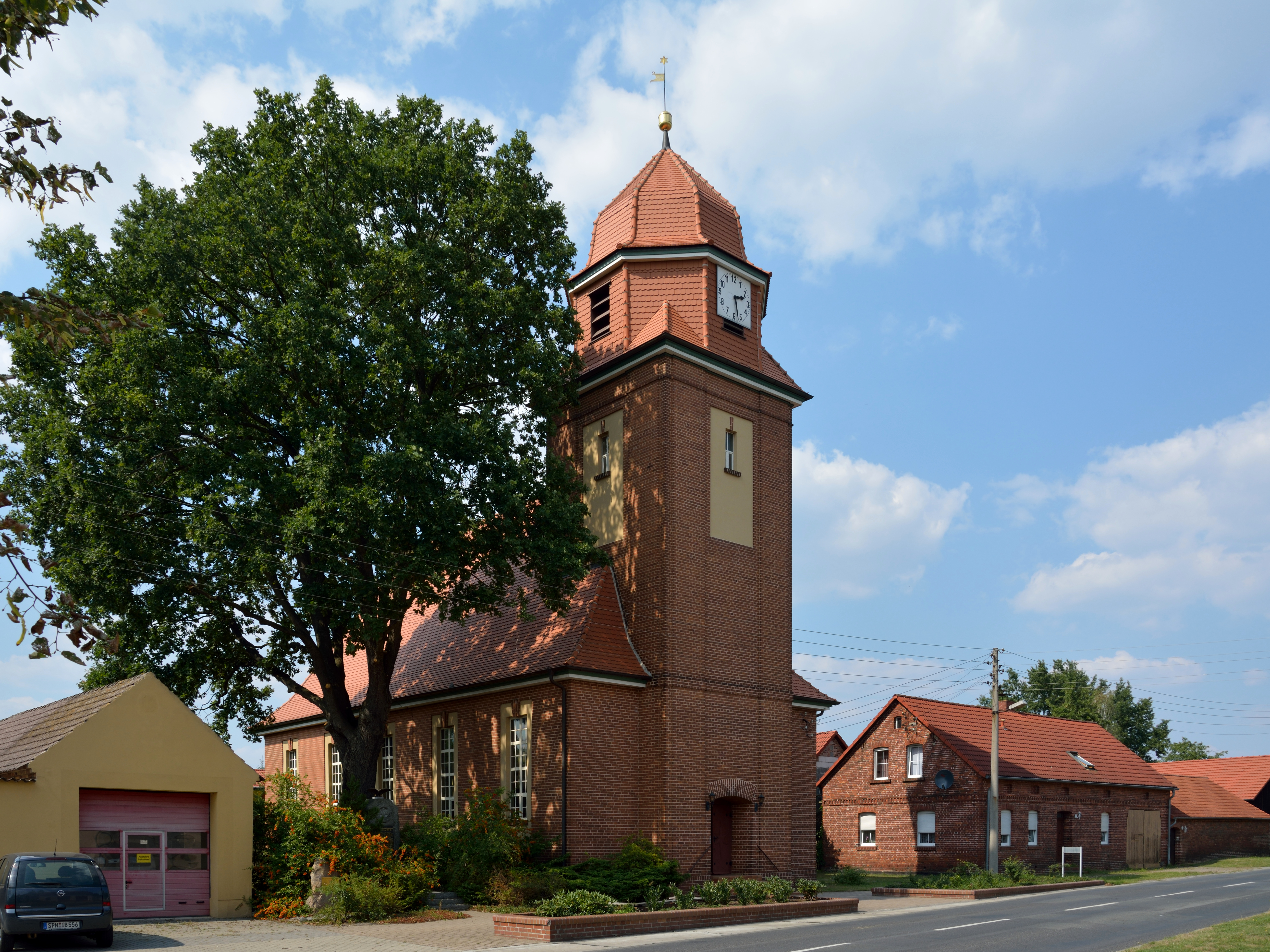
Proschimer Kirche

- Kirche von Proschim, Einweihung im November 1919
- „Alte Mühle“ Proschim mit Ausstellung zur Traditionellen Landtechnik und Bäuerlichen Lebensart